# Roger Plaxton
Hayward Alan Roger "Rod" Plaxton, född 2 juni 1904 i Parry Sound i Ontario, död 20 december 1963 i Toronto, var en kanadensisk ishockeyspelare.
Plaxton blev olympisk guldmedaljör i ishockey vid vinterspelen 1928 i Sankt Moritz.